# Grendon (Warwickshire)
Pour les articles homonymes, voir Grendon.
Grendon est une paroisse civile du Warwickshire, en Angleterre. Elle se compose des villages de Old Grendon et New Grendon. Administrativement, elle dépend du district du North Warwickshire.

## Toponymie
Le nom Grendon est composé de deux éléments vieil-anglais : grēne « vert » et dūn « colline ». Il est attesté sous la forme Grendone dans le Domesday Book, à la fin du XIe siècle.

## Géographie
Grendon est situé dans le nord du Warwickshire, à une douzaine de kilomètres au sud-est de la ville de Tamworth, dans le Staffordshire. Il est traversé par la route A5, dont le tracé suit l'ancienne voie romaine de Watling Street.

## Démographie
Au recensement de 2011, la paroisse civile de Grendon comptait 1 502 habitants.
| Année | Population |
| ----- | ---------- |
| 1801  | 450        |
| 1811  | 476        |
| 1821  | 554        |
| 1831  | 577        |
| 1841  | 529        |
| 1851  | 505        |
| 1881  | 617        |
| 1891  | 681        |
| 1901  | 738        |
| 1911  | 693        |
| 1921  | 873        |
| 1931  | 1 256      |
| 1951  | 1 591      |
| 1961  | 1 460      |
| 2011  | 1 502      |